# Australská kelpie
Australská kelpie, někdy též australský kelpie, je australské pastevecké psí plemeno. Začalo vznikat v 19. století v Austrálii z ovčáckých kolií dovezených ze Skotska a v současné době je populární i v Česku, kde jej zastřešuje chovatelský klub Welsh Corgi a Kelpie klub CZ. Toto středně velké psí plemeno je aktivní, inteligentní, oddané své rodině a vhodné k dětem. Potřebuje dostatek pohybu a zaměstnání. Vyskytuje se v různých barevných kombinacích a dospělí jedinci měří v kohoutku přibližně 50 cm. Mezinárodní kynologická federace (FCI) plemeno australská kelpie uznává a řadí jej do první skupiny: plemena ovčácká, pastevecká a honácká.

## Historie

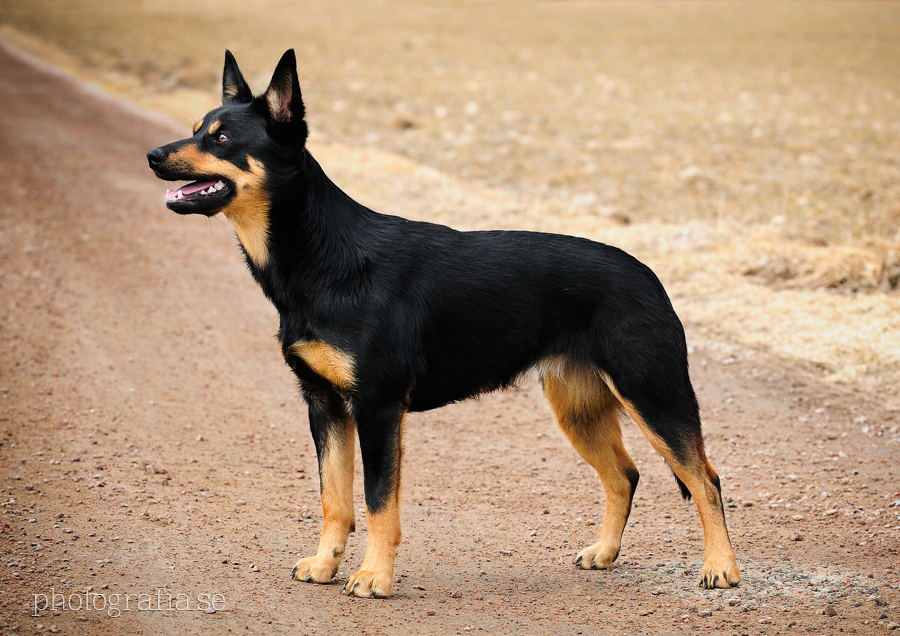
Dospělá australská kelpie se zbarvením černá s pálením (black and tan)

Australské kelpie se začaly formovat v 19. století v západní Victorii z ovčáckých psů dovezených ze Skotska. Podle studie DNA těchto psů provedené na University of New South Wales tvoří DNA australských kelpií ze 3 až 4 % geny dingů. Kdy přesně ale ke křížení došlo testy nedokázaly prokázat. Označení „kelpie“ bylo poprvé použito v roce 1872, kdy mladou fenu black and tan zbarvení koupil J. D, Gleeson od skotského filozofa George Crooma Robertsona a pojmenoval ji Kelpie podle bytosti z keltské mytologie. Tato fena se stala ve své době populární, protože byla první ne-kolií, která vyhrála soutěž ovčáckých psů Sheep Dog Trail. Později byla křížena s celočerným psem jménem Moss a z tohoto spojení vzešla řada kvalitních ovčáckých psů. Další významnou dvojicí kelpií byli i fena Jenny a pes Brutus. Na počátku 20. století se začaly objevovat i první červené kelpie a v tuto dobu byli také první jedinci exportování do Spojených států amerických.

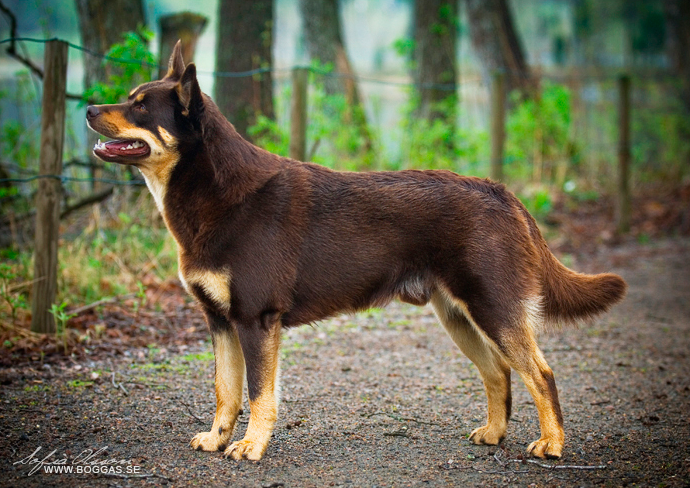
Pes se zbarvením červená s pálením (red and tan)

Roku 1902 Robert Kaleski sepsal první oficiální standard plemen australská kelpie a australský honácký pes. O rok později byly oba dokumenty schváleny chovatelským klubem Kennel Club of New South Wales.
V současné době se australské kelpie stále využívají ke svému původnímu účelu, pasení, krom toho se ale hodí i jako společníci do aktivních rodin. Často jsou k vidění na závodech v agility. V Švédsku jsou tito psi trénovaní na záchranářské práce.

## Vzhled
Australské kelpie mají dobře osvalené tělo lehké konstrukce. Pohyb je volný, neúnavný, v klidu pes stojí široce rozkročený. Mají dvojitou srst: podsadu a krycí vrstvu. Pesíky jsou rovné a tvrdé, díky čemuž je srst nepropustná. Na krku je delší a hustší, takže tvoří límec. Barva může být jednolitá (například hnědá, červená, fawn, čokoládová nebo kouřově modrá) či se znaky, což je černá s pálením a nebo červená s pálením. Tyto barevné rázy jsou uváděné standardem dle Mezinárodní kynologické federace, mimo nich se ale vyskytují i australské kelpie zbarvení fawn s pálením nebo krémová.
Hlava by měla být v dobrém poměru vzhledem k velikosti psa, s lehce zaoblenou lebkou a vyjádřeným stopem. Uši mají zaoblenou špičku, jsou vztyčené, daleko od sebe a směřují dopředu. Vnitřek ucha je osrstěný. Oči by měly mít mandlový tvar a inteligentní výraz. Duhovka hnědá, avšak u modrých psů je přijatelná i světlejší zbarvení. Barva nosní houby odpovídá barvě srsti. Zuby musí být zdravé, skus nůžkový. Skrývají je přiléhavé a suché pysky. Krk je středně dlouhý, lehce klenutý a silný, bez volné kůže. Volně přechází ve hřbet, který je pevný a rovný. V klidu by měl ocas být nesený svěšený v lehkém oblouku. Dosahuje zhruba ke hleznům a srst na něm netvoří prapor. Nohy jsou přiměřené dlouhé, dobře osvalené, s kulatými a kompaktními tlapkami. Prsty musí být dobře klenuté. Dospělí psi (samci) měří 46 až 51 cm, feny mezi 43 a 48 cm.

## Povaha
Australské kelpie jsou aktivní, houževnatí a inteligentní psi oddaní své rodině. Hodí se i k malým dětem. Rychle se učí a při jejich výcviku se dobře uplatňuje především metoda pozitivní motivace. K cizím jsou rezervované a ačkoliv neimponují velikostí, jsou to dobří hlídači: majetek své rodiny pozorně sleduje a chrání. Kelpie jsou velmi aktivní, někdy mohou působit až hyperaktivně, a potřebují dostatek pohybu nebo zaměstnání. Australské kelpie mají ovčácké sklony, tedy shromažďovat lidi, popřípadě zvířata, do jedné skupinky. Při pasení umí jednat samostatně a obratně, díky čemuž jsou u australských farmářů velmi oblíbené. Někdy mohou být uštěkané. Dobře se snáší s jinými psy, se kterými umí i spolupracovat při pasení, a pokud si v socializačním období zvyknout, tak i na další domácí zvířata, jako jsou kočky nebo hlodavci.

## Péče
Australské kelpie se hodí do aktivních rodin, které jim poskytnou dostatek pohybu, a nebo jako pastevecký pes. Často je lze vidět i na závodech v agility V roce 2024 si připsala titul mistra světa družstev Lenka Fuksová se svojí fenkou.[zdroj?] Hodí se i pro celoroční pobyt venku, ale jen pokud mají k dispozici boudu a chovatel jim zajistí dostatek zaměstnání.
Srst má podsadu, což znamená, že dvakrát ročně línají. V tomto období je srst vhodné vyčesávat několikrát denně, po zbytek roku stačí občasné vyčesávání.